# Trichestra stigmatosa
Trichestra stigmatosa är en fjärilsart som beskrevs av Dyar 1910. Trichestra stigmatosa ingår i släktet Trichestra och familjen nattflyn. Inga underarter finns listade i Catalogue of Life.